# Unlimited Diffusion
『Unlimited Diffusion』（アンリミテッド・ディフュージョン）は、Aldiousの6枚目のオリジナル・アルバム。

## 概要
- オリジナル・アルバムとしては前作『Radiant A』から約1年5ヶ月ぶりのリリースとなる。メンバー全員が作曲に関わった初のオリジナル・アルバムであるが、これまで多くの楽曲を手掛けてきたYoshiの楽曲は2曲のみの収録に留まった。選曲は各メンバーが持ち寄ったデモの中からプロデューサーの小林信一氏に選んでもらったという[2]。
- デジタル配信のほかに、CDのみの「通常盤」(ALDI-012)、CD+DVD仕様の「初回限定盤」(ALDI-013)、CD+3DVD仕様の「オフィシャルサイト特別盤」(ALDI-014)の3形態でパッケージリリースされている。なお、「通常盤」と「初回限定盤」は一般のCDショップで販売されるが、「オフィシャルサイト特別盤」はオフィシャルサイトの特設フォームからのみ購入申し込みが可能であり、一般のCDショップには一切流通しない「限定生産盤」である[3]。
- 初回限定盤には、MVを収録したDVDと24ページブックレットを封入[4]。オフィシャルサイト特別盤には、初回限定盤と同一内容のDVDに加え、MVのメイキング映像を収録したピクチャーレーベル仕様DVD、「Aldious TV」を2話収録したピクチャーレーベルDVD、24ページミニ写真集、メッセージカード、特製ラバーバンド (全5種類の内、1つランダムで封入)が付属する[5]。

- 通常盤(ALDI-012)と初回限定盤(ALDI-013)購入者を対象に、先着で下記各種法人別特典が付属した。
- 各種法人別特典一覧[6]
TOWER RECORDS[注 1]
・通常盤購入者：B3サインRe:NOポスター
・限定盤購入者：Aldious缶バッジ
TSUTAYA[注 2]
・B3サイズAldiousポスター
・イベント抽選応募ハガキ
　A賞：Aldious×TSUTAYA「Unlimited Diffusion」発売記念イベント参加券(230名)
　B賞：各メンバーのオリジナルグッズ(計5名)
HMV/ローチケHMV[注 3]
・B3サイズMarina&サワ ポスター、Marina ブロマイド、サワ ブロマイドの3点セット
WonderGOO＆新星堂[注 4]
・Aldious特製マウスパッド
Amazon.co.jp
・2LサイズRe:NOブロマイド
楽天ブックス[注 5]
・Aldiousメンバー全員生写真(Aタイプ)
・B3サイズトキポスター
disk union[注 6]
・Aldious特製マウスパッド
ジョーシン ディスクピア/Joshin web
・2Lサイズトキ ブロマイド
セブン＆アイ(Omni 7)
・Aldiousメンバー全員生写真(Bタイプ)
- CDのトラックリストには表記されていないが、13曲目に時計の秒針のSEが収録されている。
- 2018年3月9日、ミニアルバム「We Are」と共にイギリス・ヨーロッパで同時リリース[7][8]。

## 収録内容
全作詞：Re:NO
| #         | タイトル                                                                          | 作詞      | 作曲           | 時間 |
| --------- | --------------------------------------------------------------------------------- | --------- | -------------- | ---- |
| 1.        | 「Utopia」(日本テレビ系「採用！フリップNEWS」6月エンディングテーマ)               |           | Re:NO, ShinYMG | 4:39 |
| 2.        | 「Lose Control」                                                                  |           | Re:NO, ShinYMG | 4:07 |
| 3.        | 「Without You」(フジテレビ系「全力！脱力タイムズ」6月度・7月度エンディングテーマ) |           | Re:NO, ShinYMG | 4:33 |
| 4.        | 「ジレンマ」                                                                      |           | トキ           | 3:45 |
| 5.        | 「梅華」                                                                          |           | Yoshi          | 4:01 |
| 6.        | 「Alright」                                                                       |           | Re:NO          | 4:48 |
| 7.        | 「マリーゴールド」                                                                |           | Marina         | 4:42 |
| 8.        | 「ノスタルジック (NEW MIX)」                                                      |           | Yoshi          | 3:58 |
| 9.        | 「Reincarnation」                                                                 |           | トキ           | 5:10 |
| 10.       | 「Go away」(新潟テレビ21「Do?Do?Boon!!!」7月度エンディングテーマ)                 |           | トキ           | 4:18 |
| 11.       | 「IN THIS WORLD」                                                                 |           | サワ, ShinYMG  | 3:37 |
| 12.       | 「fragile (ALBUM MIX)」                                                           |           | Re:NO, ShinYMG | 5:06 |
| 合計時間: | 合計時間:                                                                         | 合計時間: | 52:44          |      |

| #  | タイトル                           | 作詞 | 作曲・編曲 |
| -- | ---------------------------------- | ---- | ---------- |
| 1. | 「Without You (Music Video)」      |      |            |
| 2. | 「Utopia (Music Video)」           |      |            |
| 3. | 「fragile (Music Video)」          |      |            |
| 4. | 「PIECE OF MY WISH (Music Video)」 |      |            |
| 5. | 「die for you (Music Video)」      |      |            |

## 註脚